# تحالف صحوة إندونيسيا العظمى
تحالف صحوة إندونيسيا العظمى يتم اختصاره أحيانًا إلى صحوة إندونيسيا الكبرى وهو تحالف سياسي رسمي في إندونيسيا تم تشكيله من خلال اتفاق سياسي بين حزبين من ائتلاف اندونيسيا وهما حزب حركة إندونيسيا العظيمة وحزب نهضة الوطن في مواجهة الانتخابات الرئاسية الإندونيسية 2024.